# Cratere Aachen
Aachen è un cratere sulla superficie di Mathilde.